# Roxio

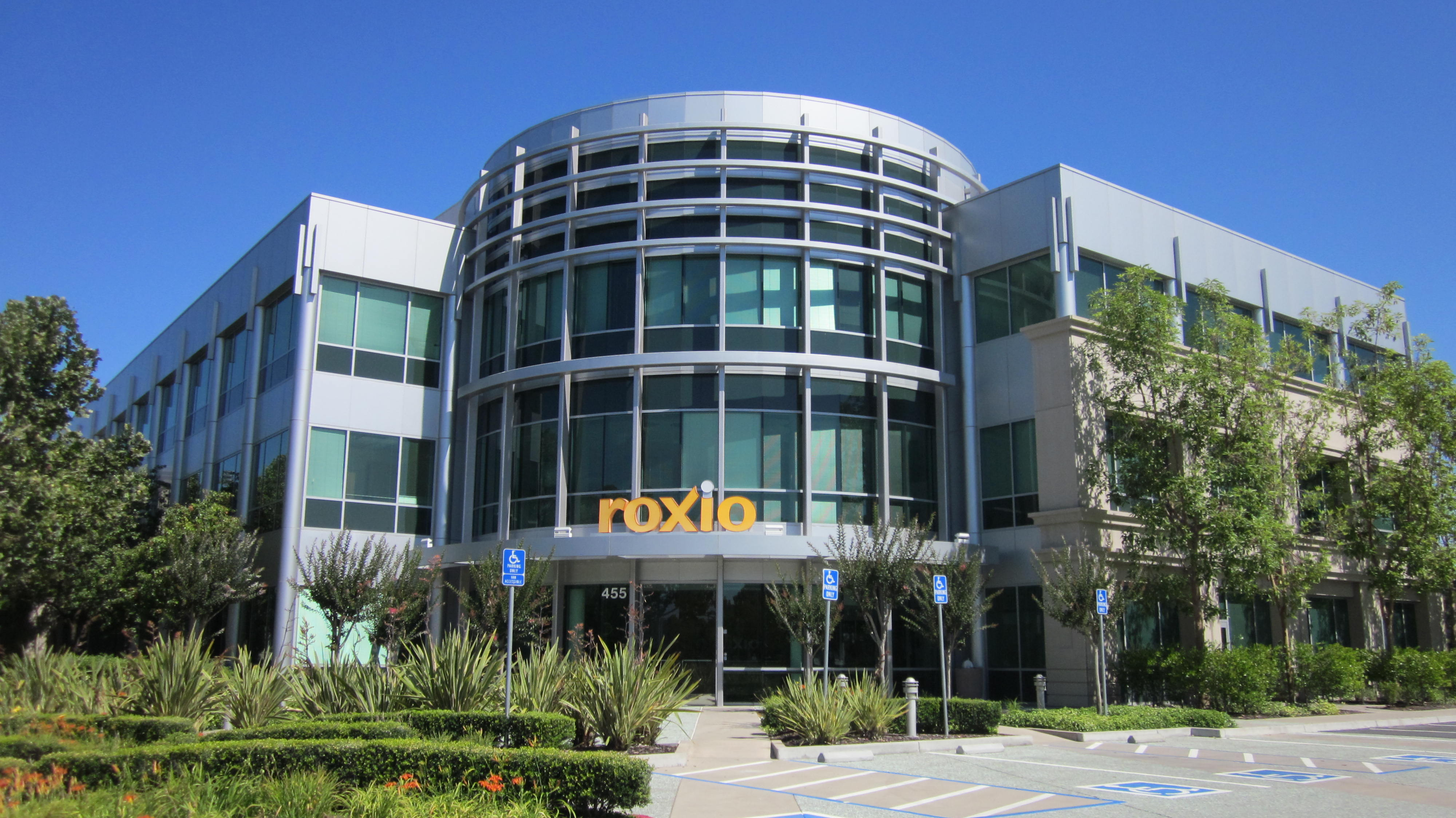
Ehemaliger Firmensitz in Santa Clara, Kalifornien

Roxio ist ein Software-Anbieter, der Lösungen für die Erfassung, Bearbeitung und Archivierung von digitalen Medien für den Consumer-Markt entwickelt.
Seinen Hauptsitz hat das Unternehmen in Santa Clara und Los Angeles (Kalifornien).
Die europäische Zentrale befindet sich in Milton Keynes bei London.

## Firmenprofil und -geschichte
Das Unternehmen wurde im September 2000 als Folge der Abspaltung der Software-Abteilung von Adaptec (einem Hersteller von Adapterlösungen mit Sitz in Milpitas, Kalifornien), gegründet.
Im Mai 2001 wurde Roxio zur Aktiengesellschaft.
Mit dem Erwerb von MGI Software und Überresten von Napster im Jahr 2002 sowie der Übernahme von Pressplay im Mai 2003 investierte Roxio frühzeitig in den Markt des legalen Musik-Downloads.
Ziel war es, durch das verstärkte Online-Angebot digitaler Musik den Absatz von Roxios CD- und DVD-Produkten zu steigern.
Trotz seiner äußerst erfolgreichen Software-Lösungen für den Consumer-Markt verzeichnete Roxio daraufhin jedoch hohe Verluste und sein Börsenwert sank rapide.
Infolgedessen wurde Roxios Software-Abteilung 2004 an Sonic Solutions verkauft und die Online-Musik-Sparte ausgegliedert und unter dem Namen Napster, Inc. an die Börse gebracht.
Sonic Solutions war bis zu diesem Zeitpunkt führender Entwickler von professionellen DVD-Authoring-Systemen (Sonic Scenarist und Sonic DVD Producer).
Für Roxio bedeutete die Übernahme zwar das Ende der vierjährigen Unabhängigkeit, gleichzeitig bedeutete sie aber auch die Rettung aus der finanziellen Misere.
Mitte Januar 2012 gab Corel Corporation bekannt, sämtliche Roxio-Programme und das dahinterstehende Unternehmen von Rovi Corporation zu übernehmen.
Heute beschäftigt Roxio mehr als 500 Mitarbeiter weltweit.

## Produkte
Windows-Programme
- MyDVD – Software zur Erstellung von Video- und Foto-CDs und -DVDs.
- RecordNow! – Tool zur Organisation, Optimierung und zum Brennen von Musik-CDs.
- Backup MyPC Deluxe – Anwendung zur Datensicherung, -Wiederherstellung und -Komprimierung.
- DVDit / DVDit Pro – Semi-professionelle bzw. professionelle DVD-Authoring-Applikation.
- WinOnCD – Umfangreiches Tool zur Aufzeichnung / Digitalisierung von Video- und Musik-Material; Bearbeitung von Videos, und zum Kopieren und Brennen von CDs und DVDs.
- Easy DVD Copy – Ermöglicht das Kopieren von Filmen auf DVD, PSP und iPod Video.
- Photosuite – Programm zur Organisation und Korrektur von Fotos, und zur Erstellung von Foto-CDs und DVDs.
- Videowave – Applikation zur Video-Bearbeitung und Produktion.

Mac-Programme
- The Boom Box – Software-Paket zum Digitalisieren und Optimieren von Musik für den iPod.
- Toast Titanium – Umfangreiche Anwendung zum Brennen und Kopieren von CDs und DVDs verschiedener Formate.
- Toast with Jam – Toast mit einem Zusatztool zur Musikbearbeitung und -Optimierung.
- Popcorn – Software zum Erstellen von DVD-Kopien und zum Konvertieren von Videos, um sie z. B. auf dem iPod, der PSP oder einem DivX-Handheld ansehen zu können.

## Kritik

### WinOnCD ≤ 3.8 und Windows XP
WinOnCD war ursprünglich ein Produkt der Firma CeQuadrat, die jedoch 1999 an die Software-Sparte von Adaptec (später Roxio) verkauft wurde. Die erste Version, die von Roxio stammt, war WinOnCD 3.8 aus dem Jahr 2000. Mit Erscheinen von Windows XP im Jahr 2001 war ein Patch für WinOnCD 3.8 notwendig, da eine Inkompatibilität von WinOnCD Version ≤ 3.8 nach der Installation das Windows-Betriebssystem unbenutzbar machte.
Als jedoch 2001 die neue Version WinOnCD 5 erschien, verschwand die Möglichkeit zum Herunterladen dieses Bugfix für WinOnCD 3.8. Dieser Umstand stieß gerade im Anbetracht der Tatsache, dass viele CD- und DVD-Brenner in dieser Zeit mit einer OEM-Version von WinOnCD 3.8 verkauft wurden, auf viel Kritik seitens der Kunden. Denn wenn sich ein Kunde einen solchen Brenner gekauft hatte und anschließend auf Windows XP umsteigen wollte, so machte dieses das neue Betriebssystem Windows XP nahezu unbrauchbar ohne den Patch, der nun nicht mehr verfügbar war.
Die Mutmaßung liegt nahe, dass Roxio den Patch nicht mehr anbot, um den Verkauf der neuen Version WinOnCD 5 anzukurbeln, da eine der angepriesenen Neuerungen auch die Windows XP-Kompatibilität war.
Für Betroffene gab es derweilen eine gute Nachricht: von Ende 2005 bis Ende 2008 bot Roxio für WinOnCD 6 Power Edition kostenlose Lizenzen an.